# Suma vacía
En matemática, una suma vacía es una sumatoria en la que no interviene ningún término. El valor de una suma vacía de números es -por convención- igual a cero. Para sumatorias entre entidades no numéricas (vectores, matrices, polinomios, etc.) definidas por lo general dentro de un grupo abeliano, el valor de la suma vacía es el elemento neutro de ese grupo.
Una suma vacía surge particularmente en expresiones del tipo
{\displaystyle \sum _{i=a}^{b}t_{i}},
para a > b; en tal caso la sumatoria tiene el valor 0 (o el elemento cero del grupo aditivo al cual pertenece ti).
Un caso análogo se da en la multiplicación, en donde el producto vacío es el resultado de multiplicar entre sí ningún número. En este caso, el resultado no es cero sino uno, que corresponde al elemento neutro de la operación multiplicación.

## Convención en sumatorias
La suma vacía, o incluso la suma de un solo término, no influye en la definición de la suma, que requiere exactamente dos operandos. La necesidad de considerar sumas vacías surge dentro de las sumatorias, del proceso de "sumar juntos" una colección de valores que puede tener un tamaño arbitrario. Para una colección finita de dos o más números, las leyes conmutativa y asociativa de la adición implican que cada expresión formada únicamente por la adición, y en la cual cada miembro aparece exactamente una vez como operando, tiene el mismo valor; esto define la operación suma de la colección. Para colecciones infinitas de valores, esta definición no procede, ya que ninguna expresión (finita) las puede combinar utilizando únicamente operaciones de adición; la noción de serie matemática puede utilizarase en ciertos casos de colecciones infinitas, pero esto requiere de conceptos más amplios que solamente la suma, como el de límite matemático.
Definir la suma para cualquier colección finita de valores, incluyendo el caso de una colección con menos de dos elementos, no invalida las propiedades usuales de las sumatorias, en particular, el hecho de agregar un nuevo valor x a una colección, añade x a la suma de la colección. Esta propiedad implica entonces que la suma de una colección que contiene un solo valor v es v, y que la suma de una colección sin elementos es 0, el elemento neutro para la suma. Alternativamente, se puede definir la suma de una secuencia finita de valores por medio de inducción sobre su longitud, comenzando con la secuencia vacía de suma 0. Ambas nociones definen el mismo concepto de suma, esta última sin necesidad de definir la suma vacía por separado.

## Relevancia de la definición de sumas vacías
La necesidad de adjudicarle un valor a una suma vacía puede no resultar inmediatamente obvia, pues puede parecer extraño formular una suma si no hay nada que sumar. No obstante, las sumas vacías surgen de manera implícita cuando el rango de los valores que se están sumando dependen de parámetros desconocidos, rango que puede llegar a ser vacío para algunos valores de estos parámetros. No definir el valor de una suma vacía dificultaría, en algunos casos, la posibilidad de efectuar definiciones precisas, pues habría que considerar los casos especiales cada vez que se presente una suma vacía. Requeriría además, un esfuerzo adicional en cualquier demostración que involucre sumatorias, para asegurarse de que no aparecen sumas vacías. Las razones para definir la suma vacía son similares a las razones que hay para definir el cero o el conjunto vacío: si bien no parecen ser nociones particularmente interesantes, su existencia faculta la presentación matemáticamente formal de los resultados. 
Un motivo incluso más fuerte para su definición, surge cuando ciertas nociones son definidas en términos de la existencia de sumatorias; no definir sumas vacías alteraría implícitamente estas nociones de manera muy poco deseable. Por ejemplo, en teoría de números, una partición de un entero n puede dfinirse como una secuencia decreciente de enteros positivos cuya suma es n. Cabe destacar que hay exactamente una partición del número 0 (la mayoría de las particiones no funcionarían si no hubiera una partición del 0), y dado que los términos deben ser positivos, la partición vacía es la única posibilidad. Más generalmente, es frecuente en combinatoria que ciertos valores sean considerados como miembros de una clase dada, en virtud de una suma vacía, por ejemplo el 0 es un número triangular puesto que
{\displaystyle \sum _{i=1}^{0}i=0.}

### Ejemplo: combinaciones lineales vacías
Fuera de la combinatoria, las descomposiciones aditivas son menos frecuentes que las multiplicativas, por lo que los argumentos para definir las sumas vacías son menos obvios que los argumentos para definir los productos vacíos. No obstante, el álgebra lineal provee un ejemplo en el caso de combinaciones lineales vacías. Una caracterización de un conjunto linealmente dependiente es que uno de sus elementos puede ser escrito como combinación lineal de los otros elementos; si esto se aplica al conjunto linealmente dependiente que contiene solo al vector cero, se sigue que el vector cero es una combinación lineal de ningún vector, lo cual sería una suma vacía de vectores. Aún más, todo espacio vectorial de dimensión finita admite una base, cuyo número de elementos es igual a su dimensión, y todo elemento de ese espacio vectorial puede ser expresado de manera única como combinación lineal de vectores base; aplicando esto a un espacio de dimensión 0, que contiene exactamente un vector (el vector cero), la única posibilidad para una base es el conjunto vacío (tanto porque se necesitan 0 elementos, como porque el vector cero no puede pertenecer a ninguna base). Luego el vector cero de este espacio puede ser expresado como combinación lineal de ningún elemento, lo que nuevamente es una suma vacía.

## Significado de los "términos" en una suma vacía
Dado que una suma vacía, por definición, no tiene términos, parece contradictorio hablar de sus términos; no obstante, en la práctica siempre hay una expresión que describe los términos de una sumatoria, aún si el rango de la sumatoria resulta ser vacío. Dado que esta expresión carece de representación explícita dentro de una suma vacía, su valor es irrelevante; por ejemplo el número armónico
{\displaystyle H_{0}=\sum _{i=1}^{0}{\frac {1}{i}}=0}
está perfectamente bien definido. Sin embargo, el tipo de valores denotados por los sumandos es importante para el valor de la sumatoria; por ejemplo, una suma vacía de elementos de un espacio vectorial tiene como valor el vector cero en ese espacio, en lugar del número 0. De mayor importancia es el hecho de que la operación es la sumatoria; en contraste, el producto vacío —el resultado de multiplicar entre sí ningún número— tiene el valor de uno.